# Порик (село)
Порик (укр. Порик) — село на Украине, находится в Хмельницком районе Винницкой области.
Код КОАТУУ — 0524885601. Население по переписи 2001 года составляет 1123 человека. Почтовый индекс — 22066. Телефонный код — 4338.
Занимает площадь 3,5 км².
Ранее носило название Соломирка. Переименовано в честь родившегося здесь Василия Васильевича Порика, Героя Советского Союза.
В селе действуют храм Апостола и Евангелиста Иоанна Богослова и храм Архистратига Божьего Михаила Хмельницкого благочиния Винницкой епархии Украинской православной церкви.

## Адрес местного совета
22066, Винницкая обл., Хмельницкий р-н, с. Порик, ул. Ленина, 60а; тел. 32-8-31.